# Westland Lynx
Pour les articles homonymes, voir Lynx (homonymie).
Le Lynx est un hélicoptère conçu par Westland Helicopters et produit conjointement avec Aérospatiale.

## Historique
L'origine de la collaboration remonte à un contrat franco-britannique signé en février 1967.
Son premier vol a eu lieu le 21 mars 1971. Prévu à l'origine pour un usage civil et un usage naval, ses caractéristiques ont ensuite intéressé les milieux de la défense britannique. Des versions pour l'armée de terre et la marine ont ainsi été développées. Opérationnel à partir de 1977, il a été par la suite adopté par plus d'une douzaine d'autres nations.
Piloté par Rox Moxam en 1972, le Lynx a battu le record de vitesse sur 15  et   25 kilomètres à 321,74 km/h. Peu après, il a également réalisé le plus rapide circuit fermé de 100 kilomètres à une vitesse moyenne de 318,504 km/h.
Le Lynx a connu une brillante carrière commerciale. Les accords initiaux prévoyaient 55 Lynx pour les armées françaises et 190 pour les forces britanniques. 369 seront finalement construits dans le cadre de l’accord (moins 15 pour la France, plus 28 pour le Royaume-Uni et moins 54 à l'exportation).
La British Army a commandé dans les années 1970 100 Lynx AH Mk.1 (modèle d'attaque) destinés à plusieurs rôles, dont le transport tactique, l'escorte, la lutte antichar (armé de huit missiles TOW), la reconnaissance et l'évacuation. Un système Marconi Elliot AFCS a été adapté sur le Lynx afin d'assurer une stabilisation automatique sur trois axes.
En France, le Lynx MK4 était principalement spécialisé dans la lutte anti-sous-marine. Pour cela, il est équipé d'un sonar actif DUAV 4 à immersion variable. Il peut effectuer trois à quatre cycles de recherche sonar par heure, chacun étant décomposé comme suit :
- mise en stationnaire de l'hélicoptère ;
- descente du sonar trempé DUAV 4 via le treuil ;
- émission-réception sonar à faible profondeur ;
- analyse des conditions bathythermiques ;
- poursuite de la descente du sonar trempé selon les résultats de l'analyse bathythermique jusqu'à une profondeur maximale classifiée mais estimée à plus de 100 m ;
- émission-réception avec analyse d'une colonne d'eau de 2  à   3 km de rayon ;
- remontée du sonar ;
- déplacement vers une autre zone de recherche.

Une mission type à 20 nautiques du bâtiment porteur permet d'effectuer sept à huit cycles en deux heures. L'hélicoptère peut mettre en œuvre deux torpilles Mark 46 pour attaquer les sous-marins.
Le Lynx, de par sa modularité, permet de remplir d'autres missions. Entre autres :
- la lutte antinavire : dans cette version, le Lynx est équipé d'une caméra FLIR ainsi que d'un kit de combat TITUS ;
- l'action de vive force : pour cette mission, l'équipage est renforcé par des commandos Marine ou des membres du GIGN selon la mission et/ou le théâtre des opérations. Un désignateur et un tireur d'élite sont ainsi embarqués. Le Lynx peut être équipé d'une arme automatique de sabord de calibre 7,62 mm : l'AANF-1. Le Lynx est compatible avec les équipements JVN ;
- la recherche et sauvetage sont effectués avec un plongeur embarqué. Les équipements mis en œuvre à bord sont la civière, la billy pugh, la sangle pour naufragé ;
- les différentes missions de servitude et logistique : transport de charges, personnes VIP…

Le Lynx a donc été un hélicoptère très polyvalent. Il est désormais remplacé par le NH90 NFH Caïman dans la marine française, son retrait a eu lieu le 4 septembre 2020.
Dans les années 2010, 62 exemplaires du AgustaWestland AW159 Wildcat (« Future Lynx ») ont remplacé les anciens modèles  dans les forces britanniques.

## Engagements
Dans l'armée britannique, le Lynx figure dans le Army Air Corps (AAC) et le Fleet Air Arm (FAA) avec 119 exemplaires en service en 2006. Les versions du Lynx AH.7 et AH.9 opèrent dans l'AAC en tant qu'hélicoptère d'attaque. Dans le FAA, le Lynx AH.7 fait office d'hélicoptère d'attaque/utilitaire en support des Royal Marines alors que le Lynx HMA.8 est équipé de missiles Sea Skua anti-navires et de torpilles Stingray pour la lutte anti-sous-marine. La Royal Navy qui les a remplacés par des Wildcat les retire du service le 31 mars 2017.
Le premier engagement du Lynx par le Royaume-Uni a eu lieu durant la guerre des Malouines. Trois appareils furent détruits, mais aucun en combat. 
Plus important, l'engagement du Lynx HMA.8 durant la guerre du Golfe en 1991 a eu un effet dévastateur sur la marine irakienne. Le Lynx a également servi d'hélicoptère de transport de troupes à l'armée de terre durant ce conflit.
Dernièrement, il est intervenu en mission lors de l'invasion de l'Irak en 2003.

## Modèles
- Westland WG.13 : Prototype ayant volé la première fois le 21 mars 1971.
- Lynx AH.1 : Première production pour l'AAC, avec plus de 100 appareils construits. Utilisé pour des fonctions diverses comme les manœuvres et l'assaut, l'escorte, la frappe anti-char (armé de 8 missiles TOW), la reconnaissance et l'évacuation.
- Lynx AH.1GT : Adaptation du AH.1 pour l'armée britannique.
- Lynx HAS.2 : Première production pour la marine britannique et l'Aéronautique navale française. Dans sa version anti-sous-marine, il est équipé de 2 torpilles ou charges sous-marines, et d'un sonar. Dans sa version surface, il est armé de 4 missiles Sea Skua (marine britannique) ou de 4 missiles AS.12 (Aéronautique navale).
- Lynx HAS.3 
  - HAS.3 GM : 19 hélicoptères modifiés pour leur usage par la Royal Navy dans le golfe Persique.
  - HAS.3 ICE : 2 hélicoptères pour la Royal Navy pour les interventions en Arctique.
  - HAS.3 : Version améliorée pour la Royal Navy.
  - HAS.3S : Version améliorée pour la Royal Navy.
- Lynx HAS.4 : Version améliorée pour l'aéronavale.
- Lynx HAS.2 (FN) : Version française du HAS.2 pour l'aéronavale.
- Lynx AH.5 : Version améliorée pour l'AAC.
- Lynx AH.7 : Version d'attaque pour l'AAC.
- Lynx HMA.8 Super Lynx : Version améliorée pour l'attaque navale.
- Lynx AH.9 Battlefield Lynx : Version terrestre du précédent pour l'armée de terre britannique.
- Lynx Mk.21 : Version d'exportation du HAS.2 pour le Brésil.
- Lynx Mk.22 : Version jamais produite du HAS.2 pour l'Égypte.
- Lynx Mk.23 : Version d'exportation du HAS.2 pour l'Argentine.
- Lynx Mk.24 : Version jamais produite du HAS.2 pour l'Irak.
- Lynx Mk.25 : Version d'exportation du HAS.2 pour les Pays-Bas, aussi nommée UH-14A par l'armée néerlandaise.
- Lynx Mk.24 : Version jamais produite du HAS.2 pour l'Irak.
- Lynx Mk.27 : Version d'exportation du HAS.2 pour les Pays-Bas, aussi nommée SH-14B par l'armée néerlandaise.
- Lynx Mk.28 : Version d'exportation du AH.1 pour la police d'État du Qatar.
- Lynx Mk.80 : Version d'exportation du HAS.2 pour le Danemark.
- Lynx Mk.81 : Version d'exportation du HAS.2 pour les Pays-Bas, aussi nommée SH-14C par l'armée néerlandaise.
- SH-14D : Version améliorée pour les Pays-Bas.
- Lynx Mk.82 : Version jamais produite pour l'Égypte.
- Lynx Mk.83 : Version jamais produite pour l'Arabie saoudite.
- Lynx Mk 84 : Version jamais produite pour le Qatar.
- Lynx Mk 85 : Version jamais produite pour les Émirats arabes unis.
- Lynx Mk.86 : Version d'exportation du HAS.2 pour la Norvège.
- Lynx Mk.87 : Version d'exportation sous embargo du HAS.2 pour l'Argentine.
- Lynx Mk.88 : Version d'exportation pour l'Allemagne.
- Lynx Mk.89 : Version d'exportation pour le Nigeria.
- Lynx Mk.90 : Un hélicoptère exporté au Danemark.
- Super Lynx Mk.95 : Version d'exportation du HAS.8 pour le Portugal.
- Super Lynx Mk.99 : Version d'exportation du HAS.8 pour la Corée du Sud.
- Super Lynx Mk.130 : Version d'exportation pour l'Algérie
- Battlefield 800 : Projet abandonné en 1992.
- Super Lynx 300
- AW159 Wilcat (anciennement Futur Lynx) (premières livraisons en 2011)

Note :

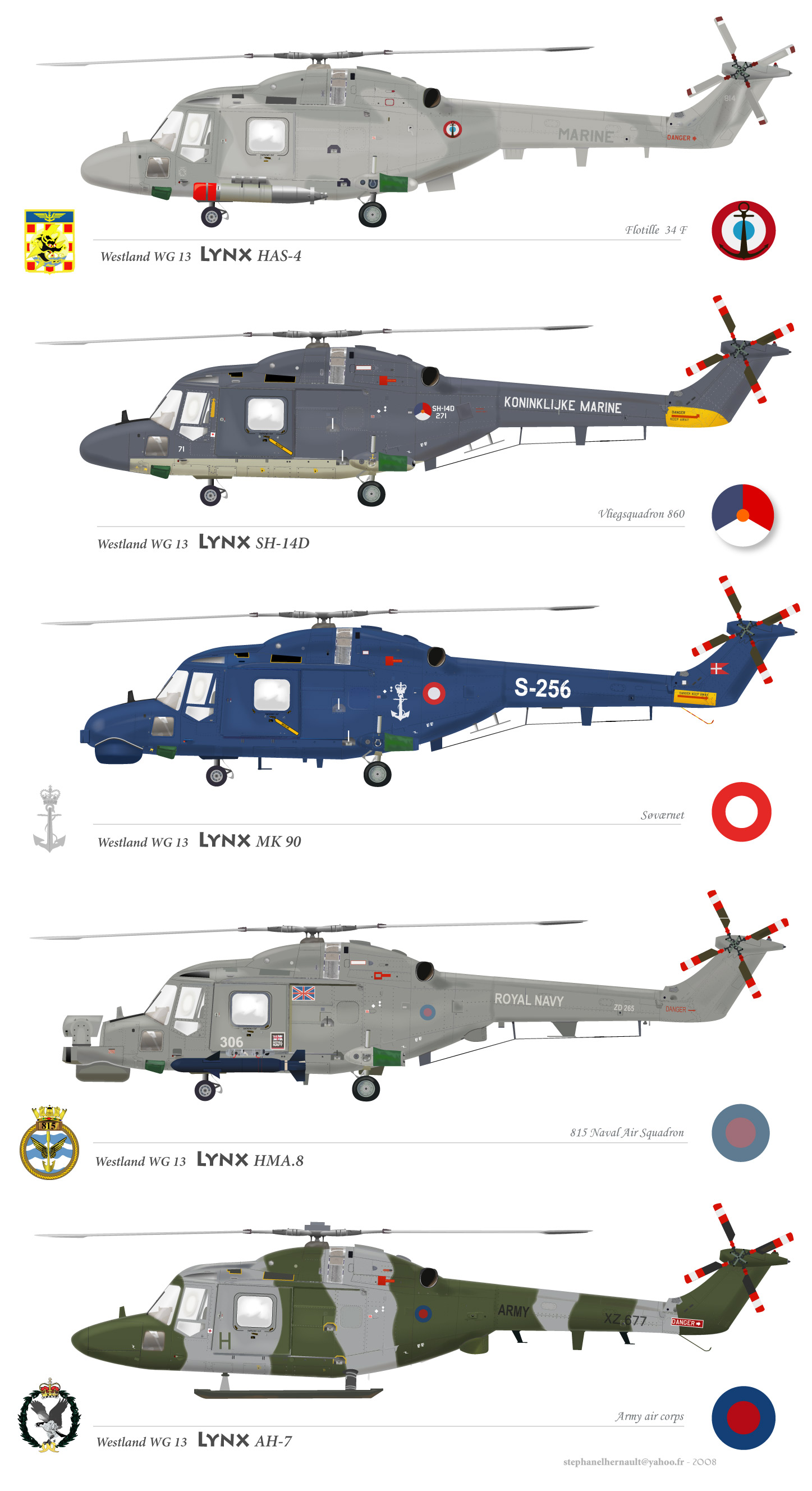
Westland Lynx France/Pays-Bas/Danemark/Royaume-Uni

- HMA signifie Helicopter, Maritime Attack, soit en français : hélicoptère maritime d'attaque.
- HAS signifie Helicopter, Anti-Submarine, soit en français : hélicoptère de lutte anti-sous-marine.
- AH signifie Attack Helicopter, soit en français : hélicoptère d'attaque.

## Pays utilisateurs

Utilisateurs actuels
Anciens utilisateurs

- Royaume-Uni
  - Corps aérien de l'armée britannique
- Afrique du Sud
  - Force aérienne sud-africaine - 4 Super Lynx 300 pour usage sur les corvettes de classe Valour ;
- Algérie
  - Forces navales algériennes - 6 appareils pour le 560e escadron d'hélicoptères de recherche et de sauvetage de la marine algérienne, acquisition en 2012[7];
- Allemagne
  - Force d'aviation navale allemande - 12 appareils commandés en 1981 pour usage sur des frégates ;
- Brésil
  - Aviation navale brésilienne - 8 appareils progressivement portés au standard Super Lynx Mk21B à partir de 2018[8].
- Corée du Sud
  - Escadre aérienne de marine de la République de Corée
- Danemark
  - Armée de l'air royale danoise
- Malaisie
  - Aviation navale de la marine royale de Malaisie
- Oman
  - Force aérienne royale d'Oman
- Portugal
  - Escadron d'hélicoptères de la Marine portugaise - Utilisés sur les frégates de classe Vasco da Gama ;
- Thaïlande
  - Division aérienne de la marine royale thaïlandaise

### Anciens utilisateurs
- Royaume-Uni
  - Branche aérienne de la flotte britannique
- Argentine
  - Aviation navale argentine
- France
  - Aéronautique navale française - 26 livrés à partir de 1979, retirés du service le 4 septembre 2020[9],[4].
- Nigeria
  - Force aérienne de la marine nigériane
- Norvège
  - Force aérienne royale norvégienne
- Pakistan
  - Branche aérienne navale du Pakistan
- Pays-Bas
  - Aéronautique navale néerlandaise : 6 appareils « Search and Rescue » et 18 modèles de lutte anti-sous-marine ;

## Appareils similaires
- Sikorsky SH-60 Seahawk
- Kaman SH-2 Seasprite
- Aérospatiale AS565 Panther

## Galerie

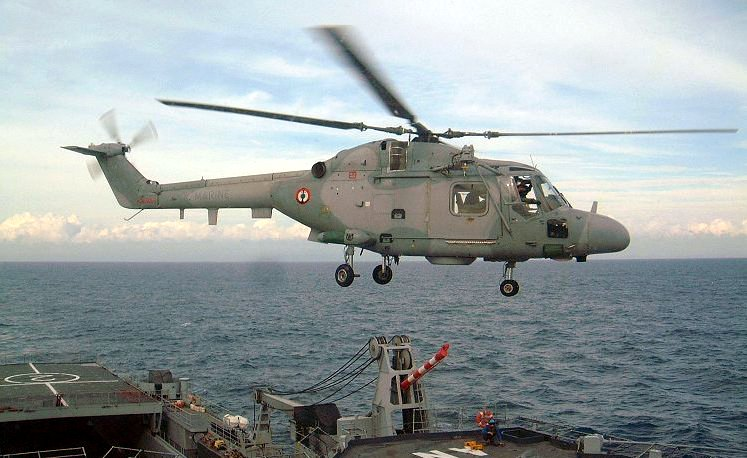
Un Lynx décollant de l'Ouragan
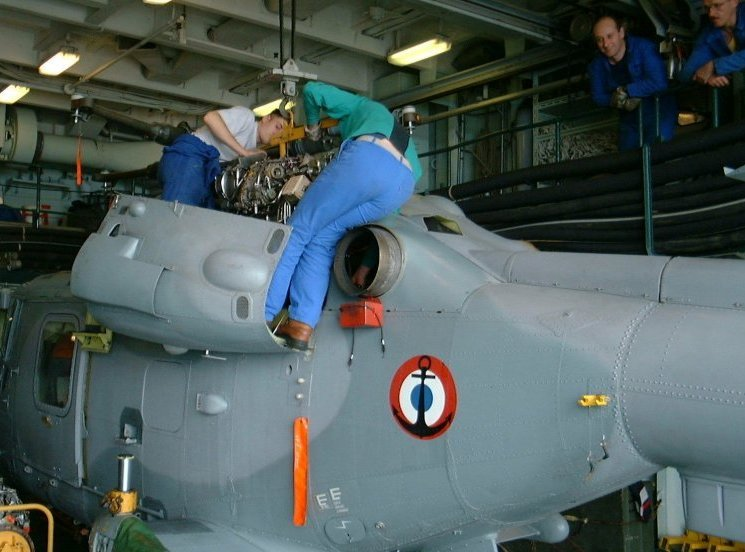
Remplacement d'une turbine d'un des deux Lynx du Lamotte-Picquet
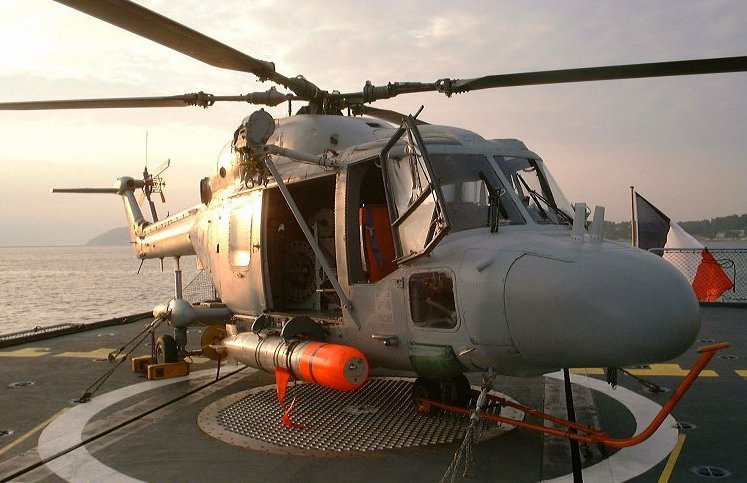
Un Lynx armé d'une torpille Mark 46
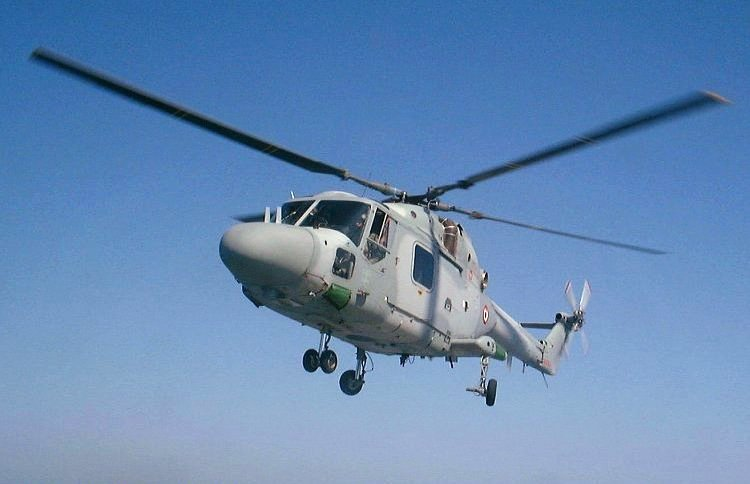
Un Lynx de l'aéronavale française
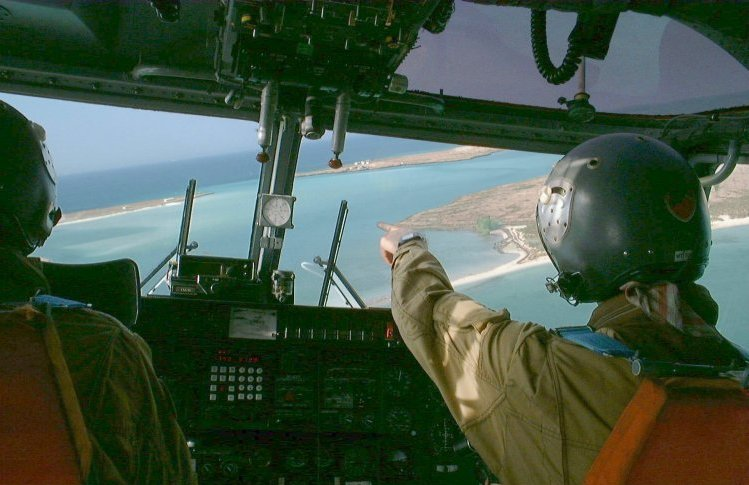
Un Lynx de la frégate française Lamotte-Picquet survolant les îles Mascali
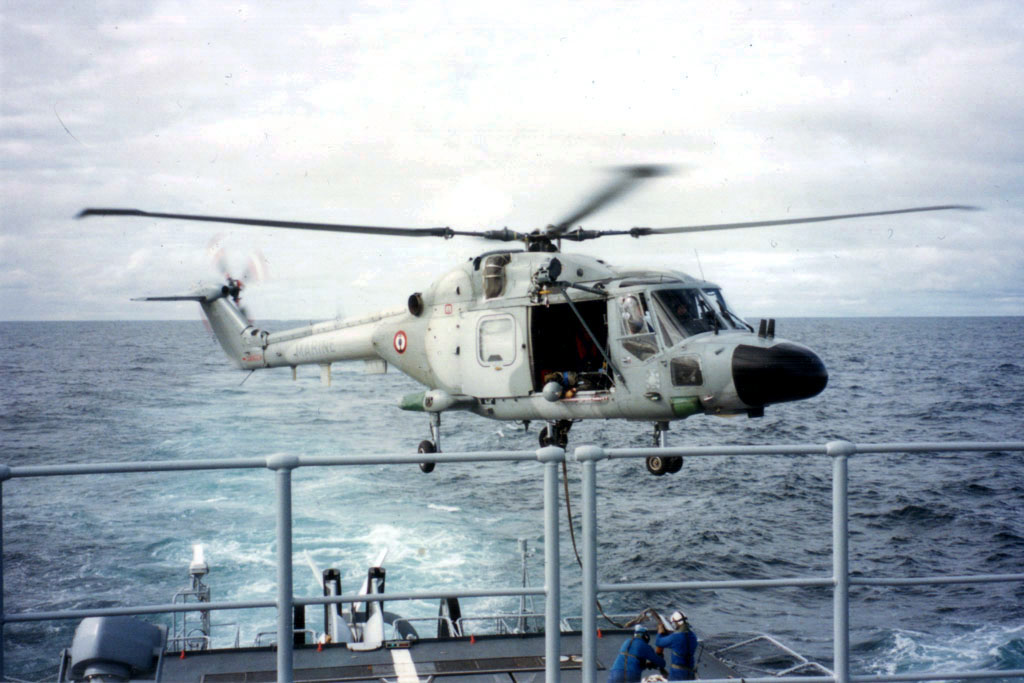
Un Lynx appontant sur la frégate Latouche-Tréville
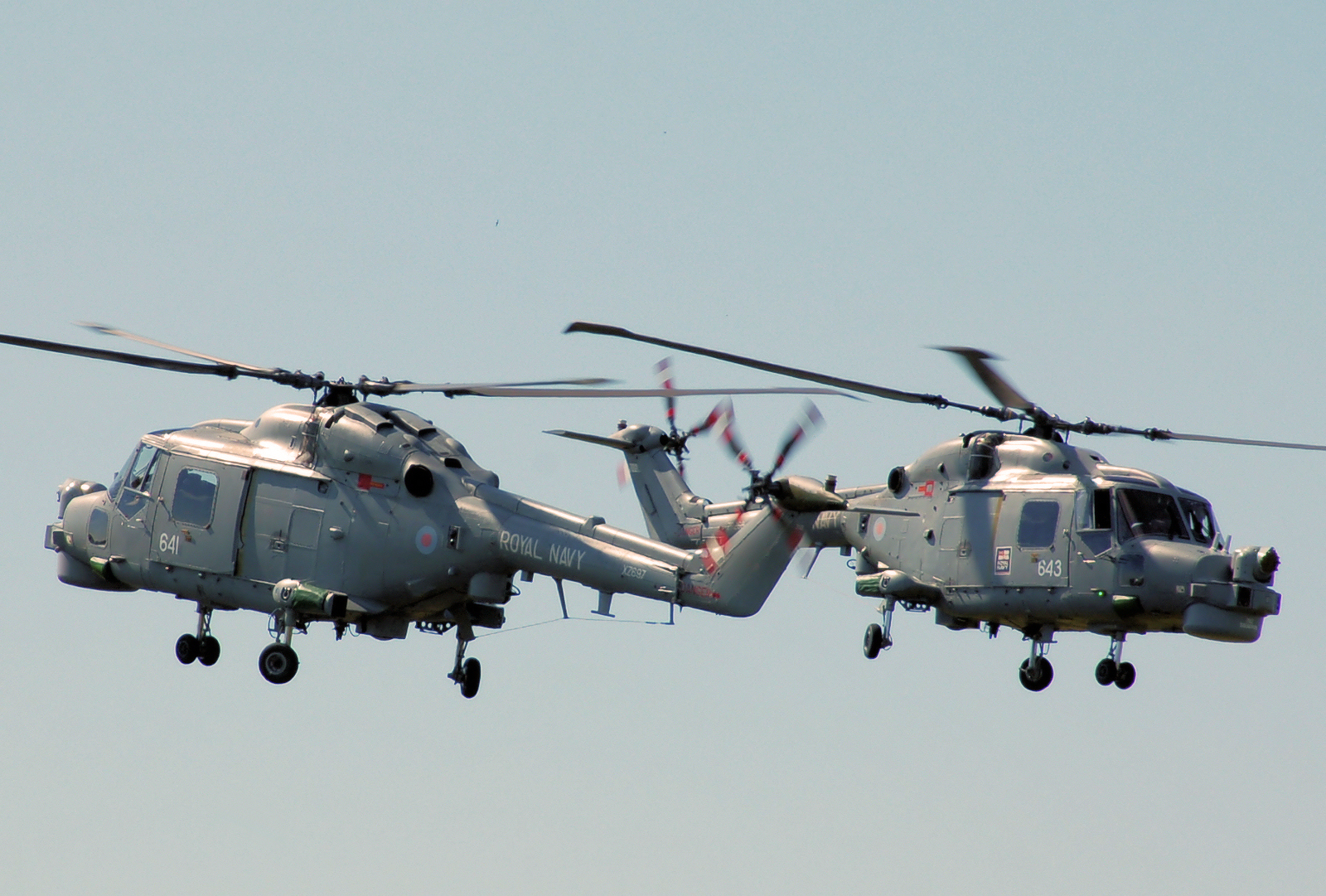
Deux Westland Lynx HMA8 WG-13 de la Royal Navy Black Cats, 2010
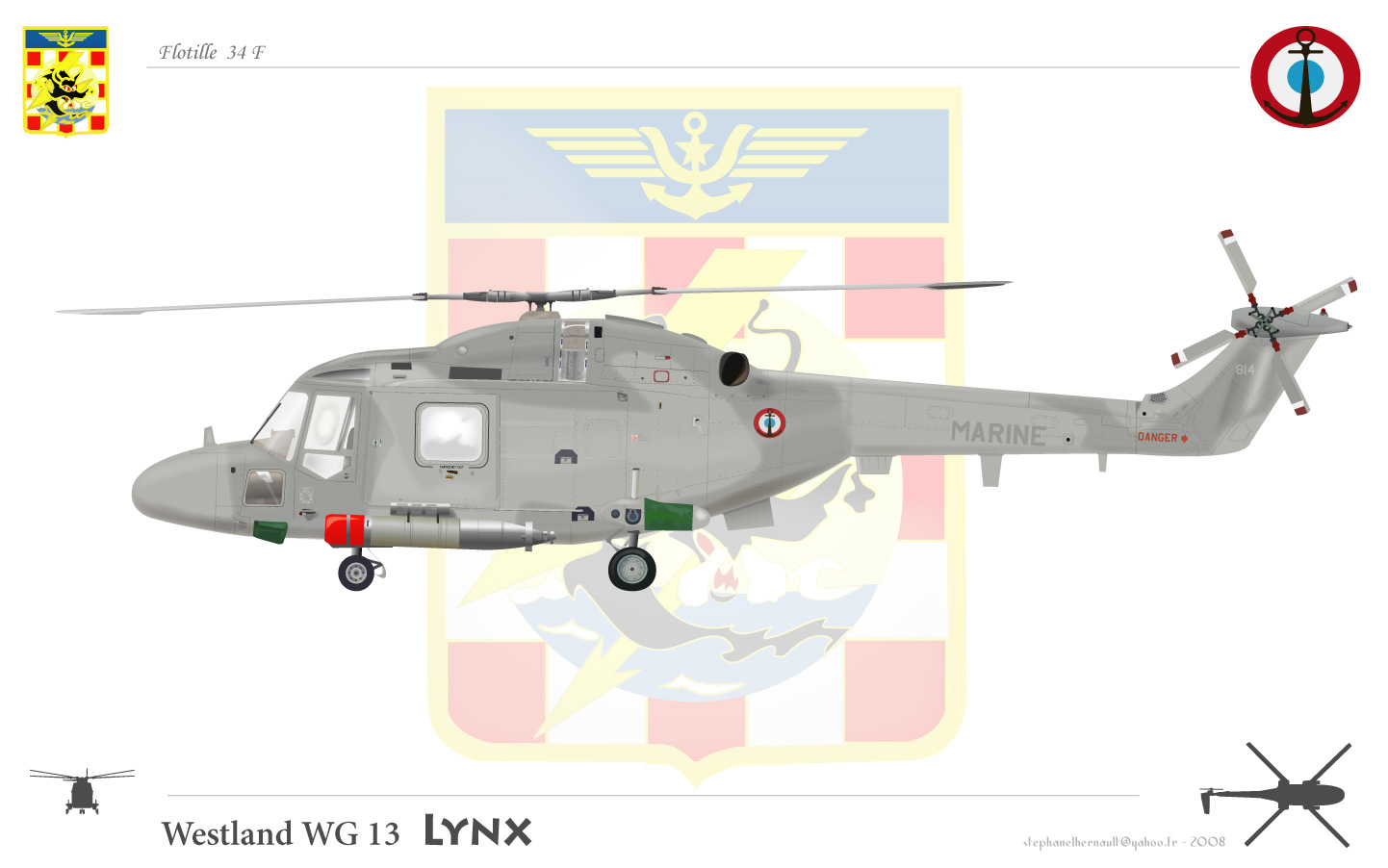
Westland Lynx Flottille 34F
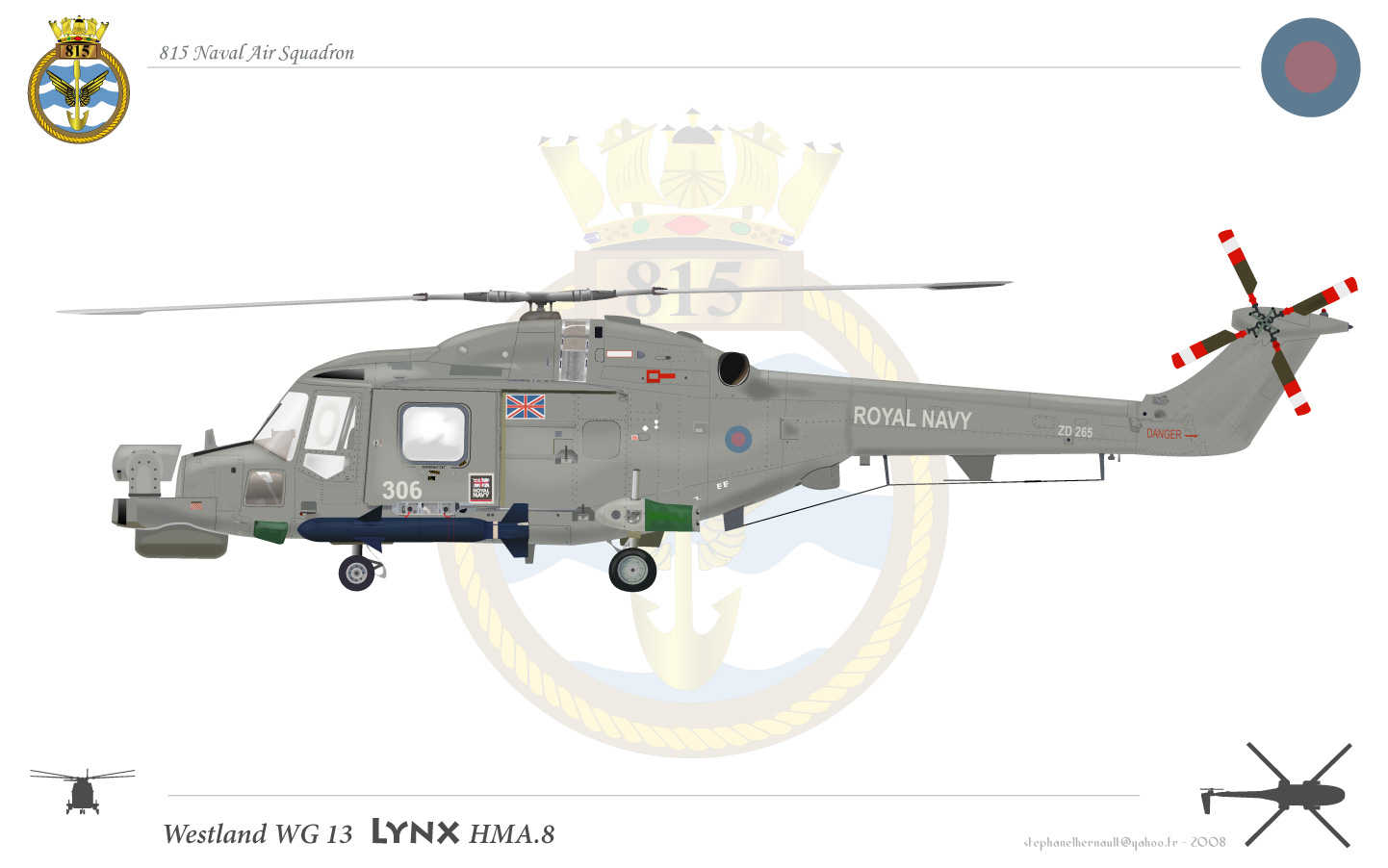
Westland Lynx 815 naval Air Squadron
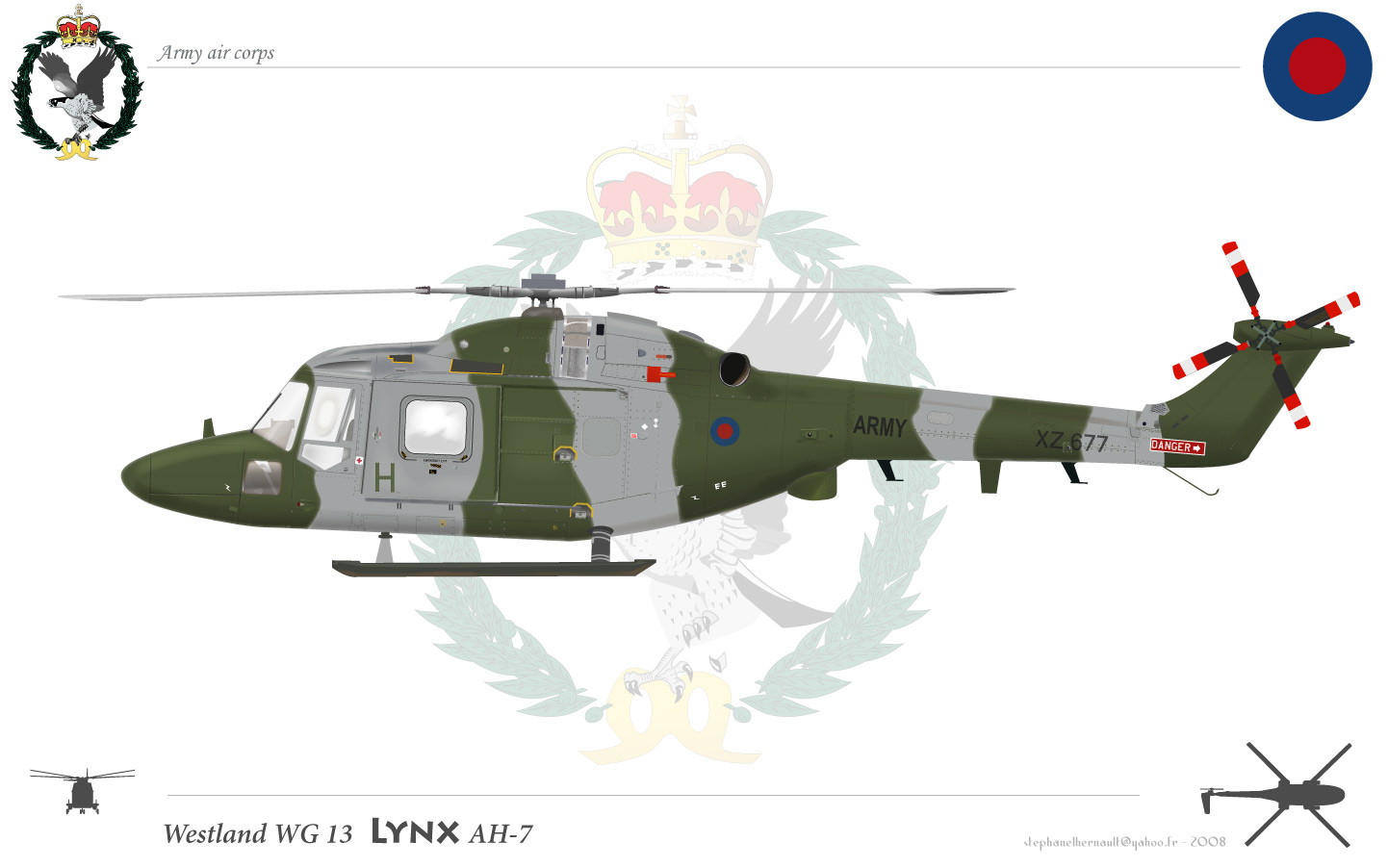
Westland Lynx Army Air Corps
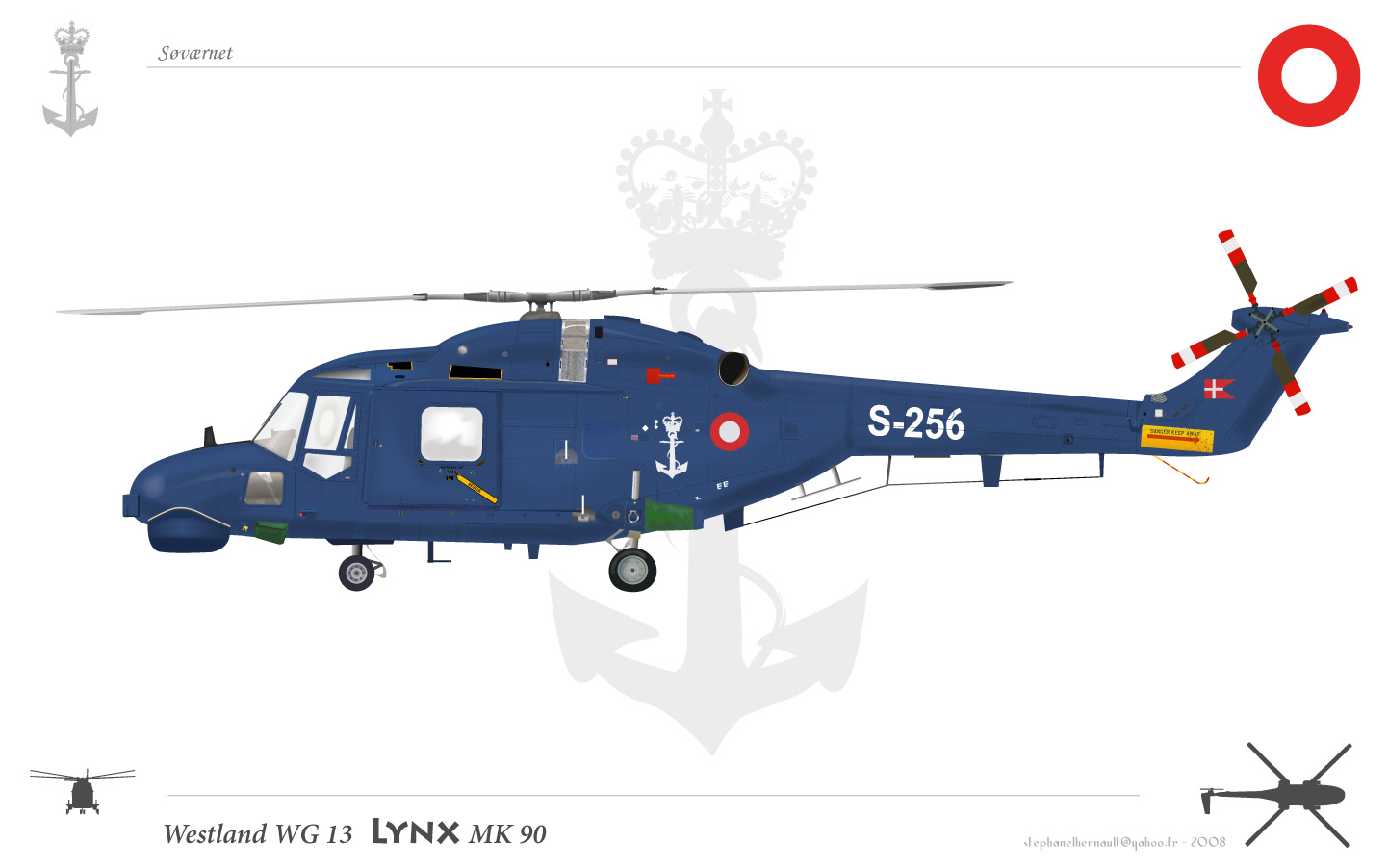
Westland Lynx Danemark marine

## Complément